# Kabinett Rothe
Das Kabinett Rothe bildete vom 2. Juli 1898 bis 29. Januar 1906 die von Großherzog Ernst Ludwig berufene Landesregierung des Großherzogtums Hessen. In die Amtszeit der Regierung fallen eine Reihe liberaler und sozialer Modernisierungen, darunter die Ablösung der Reallasten und Dienstbarkeiten, 1899, das Feuerbestattungsgesetz, das Wohnungsfürsorgegesetz und das erste moderne Denkmalschutzgesetz Deutschlands 1902.
Das Justizministerium wurde 1898 als selbständiges Ministerium wieder aus dem Innenministerium ausgegliedert.
| Amt                                                      | Name                                                                   |
| -------------------------------------------------------- | ---------------------------------------------------------------------- |
| Staatsminister Äußeres und Großherzogliches Haus Inneres | Karl Rothe                                                             |
| Justiz                                                   | Emil Dittmar, bis 10. Oktober 1905 Carl von Ewald, ab 10. Oktober 1905 |
| Finanzen                                                 | Wilhelm Küchler, bis 8. August 1900 Feodor von Gnauth, ab 1900         |